# Edificio Focsa
El Edificio Focsa es un edificio enclavado en el barrio El Vedado de La Habana, capital de Cuba. Es considerado una de las siete maravillas de la ingeniería civil cubana. Su construcción duró aproximadamente dos años y cuatro meses. Su terminación en 1956 despertó sensación en la población cubana por su novedad tecnológica y marcó el comienzo de la era de los edificios altos habaneros. Fue construido por el grupo de arquitectos formado por el español Martín Domínguez Esteban y los cubanos Ernesto Gómez Sampera y Bartolomé Bestard. La obra se comenzó en febrero de 1954 y se terminó en junio de 1956. El ingeniero Luis Sáenz Duplace fue quién dirigió las obras. Sáenz, Cancio y Martín realizaron análisis del subsuelo, hicieron taladros, estudios geológicos, pozos, pruebas de compresión y de carga directa en el terreno.  Se consolidó como la segunda construcción más alta de hormigón en el mundo, siendo el Edificio Martinelli, de Sao Paulo, el primero.  El FOCSA se planteó como una pequeña ciudad, autosuficiente, dentro de otra ciudad. Fue y sigue siendo un edificio donde tienen plena importancia los conceptos sol, luz y ventilación.
El edificio tiene 36 pisos, mide 121 metros de altura, y se basa en las ideas de Le Corbusier de una estructura autónoma dentro de una ciudad. Está compuesto por un total de 373 apartamentos, garajes, una escuela, un supermercado, tiendas y restaurantes.

## Ubicación
Manzana entre las calles 17, 19, M y N, barrio El Vedado, ciudad de La Habana, Cuba.
El nombre se lo debe a su construcción de la mano de la compañía Fomento de Obras y Construcciones, Sociedad Anónima (FOCSA).

## Terreno y Construcción

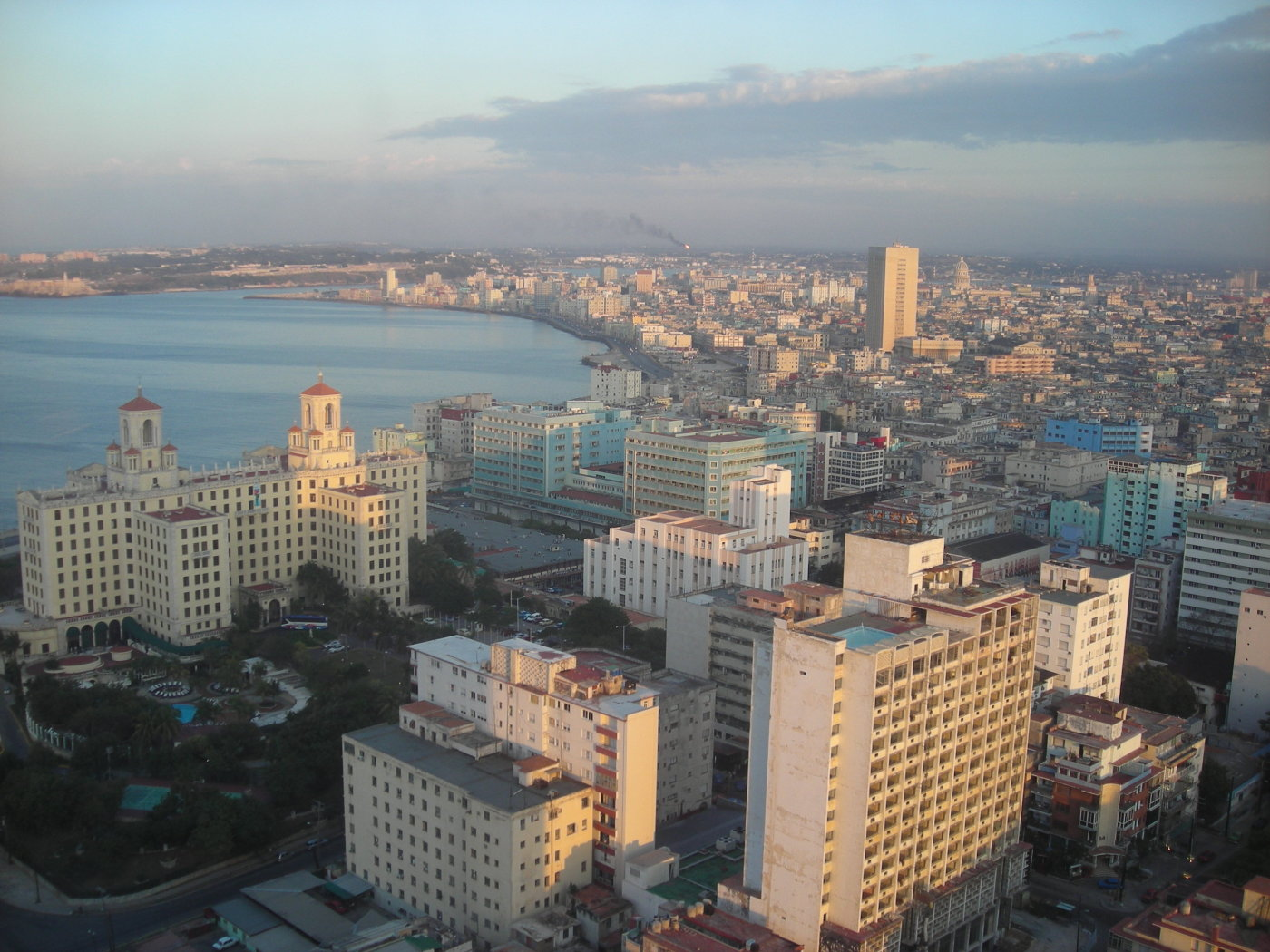
Vista desde el bar-restaurante "La Torre", en el piso 33 del Focsa.

En 1952, el terreno fue comprado por la cadena de radio y televisión CMQ por 700 000 pesos con el fin de construir viviendas para sus artistas y empleados. Antes de comenzar a levantarlo se estudió la seguridad de la construcción teniendo en cuenta los vientos de hasta 240 km/hora que llegarían a azotar al edificio. La estructura, con esos vientos, se movería solo 10 centímetros en su parte superior por lo que no afectaría a los residentes del edificio.
El edificio Focsa fue planeado para albergar a los empleados de la cadena CMQ, de radio y televisión de Cuba. El organismo Fomento de Hipotecas Aseguradas (FHA) financió el 80 % del costo de las viviendas y el 60 % de los locales comerciales. El Banco Continental Cubano concedió un crédito de 6 millones de pesos.
Al ser una construcción donde se requería una gran inversión, los estudios fueron variados, yendo desde encuestas de tipo socioeconómico hasta consultas especialistas a médicos sobre los efectos que las vibraciones y oscilaciones del edificio podrían producir en las personas que allí vivirían. Se construyó en un momento en que no se podían construir edificios de más de 18 plantas con estructuras de hormigón.
Primeramente, se escogió el lugar Arroyo Arenas, pero estaba muy alejado por lo que más tarde se escogió su actual emplazamiento para comenzar la construcción. El FHA, Fomento de Hipotecas Aseguradas, financió el 80 % de las viviendas y el 60 % de los locales comerciales. El riesgo era mínimo ya que existían 400 deudores, por lo que el Banco Continental Cubano concedió un crédito de 6 millones de pesos.
Aunque los EE. UU. no veían económicas las construcciones de hormigón superiores a 18 pisos, se demostró lo contrario, ahorrando un 5 % en el presupuesto de los pisos bajos y un 18 % en los pisos más altos. La estructura de hormigón se hizo con muros continuos que van desde los cimientos hasta la azotea.  Para su construcción no se utilizaron grúas. 
La entrada de los sirvientes y vendedores se diferenciaba de la de propietarios mediante un sistema de pasillo que se encontraba al fondo del edificio.

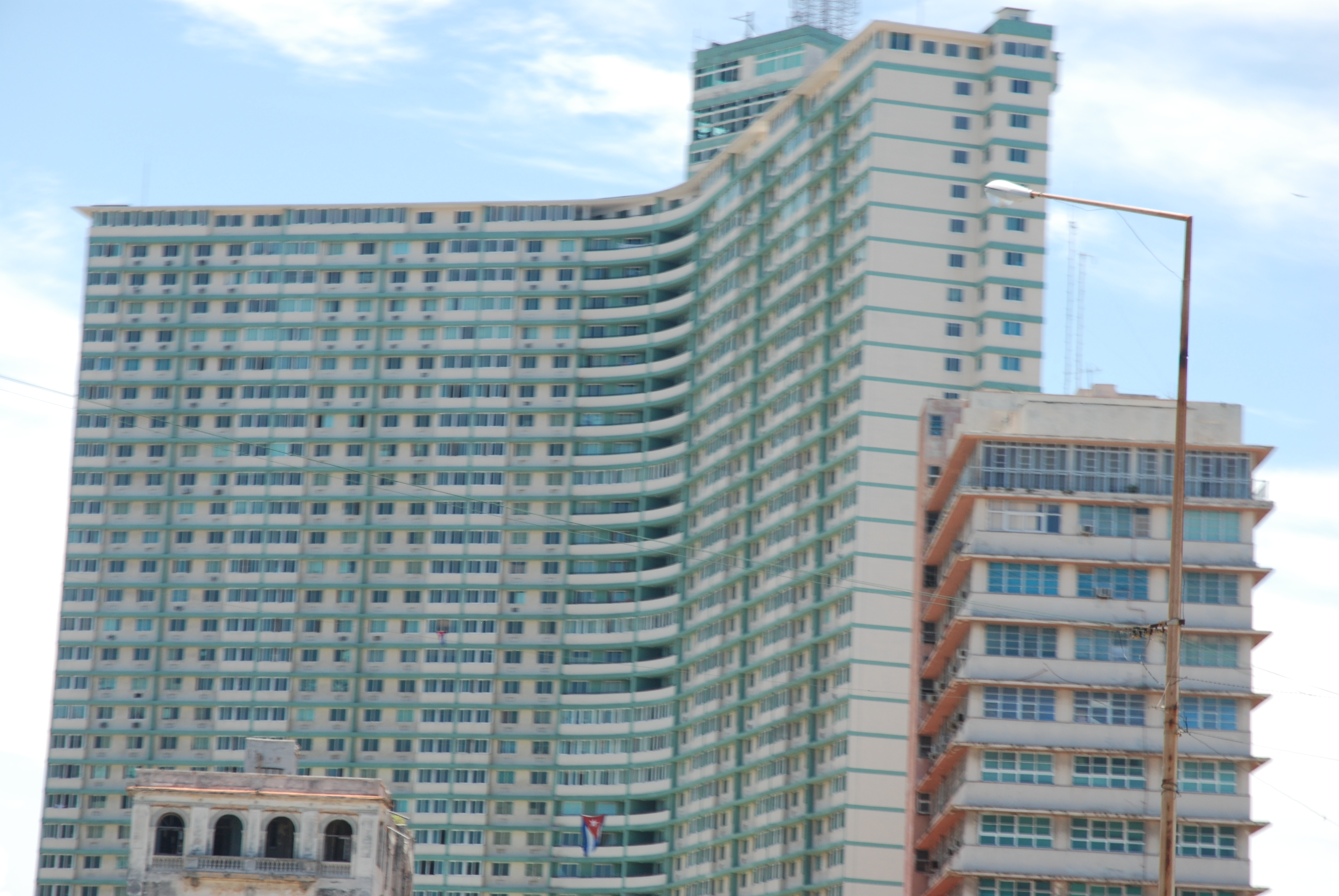
El Focsa.

## Estructura
Tiene forma de Y y ocupa 10 000 m². Su estructura cuenta con tres partes fundamentales. La primera parte alberga los estudios de radio y televisión, tiendas, restaurantes y una agencia de publicidad, además de un teatro. En la segunda parte estarían los apartamentos, lujosos, de tres o cuatro habitaciones, orientados perfectamente para recibir brisa día y noche. Estos apartamentos se ubican en una torre de 29 pisos que cuenta con 7 elevadores. En la parte superior se encuentra el restaurante La Torre.
Cada piso contaba con trece apartamentos. De esos trece, cinco apartamentos tenían tres habitaciones y un cuarto auxiliar (cuatro) y ocho apartamentos de dos habitaciones y un cuarto auxiliar (tres). Los apartamentos con cuatro habitaciones costaban 21 500 pesos y los más pequeños costaban 17 500 pesos. Conforme se ascendía, el precio variaría unos 30 pesos adicionales. Aunque los más altos eran más caros, fueron los que primero se vendieron.
Un cimiento fuerte daba inicio al edificio, con dos plantas de altura llegando a ser tres en algunas cotas topográficas. La cubierta del cimiednto era para servicios al aire libre. Sobre esta parte se encontraba el edificio de viviendas, con dos alas plegadas en torno a una charnela central. Era una construcción simétrica con planta en forma de L.
La cimentación del edificio se realizó sobre calizas coralinas, arenas consolidadas y margas con fracturas visibles. Se creó una cisterna de 300 000 galones de agua. La empresa eléctrica que abastece de energía al edificio cedió un sistema de distribución vertical a 13 200 voltios, con cámaras transformadoras a tres niveles. Desde el punto de vista eléctrico son tres edificios de 10 pisos. El proyecto eléctrico fue realizado por Fernando Meneses. Durante la obra se creó una hormigonera, lugar que después se aprovecharía para la piscina, siendo más económico y no siendo necesario el transporte de hormigón. Capas de 7 centímetros de escoria de carbón de piedra sirvieron para resolver la acústica del edificio. El aparcamiento tiene capacidad para 500 coches.

## Premios
El edificio fue seleccionado en febrero de 1997 por la Unión Nacional de Arquitectos e Ingenieros de la Construcción de Cuba (UNAICC) como una de las Siete Maravillas de la Ingeniería Civil Cubana. Tendría que haber recibido el Premio Medalla de Oro del Colegio de Arquitectos, en 1957, pero José Antonio Echeverría murió en el asalto al Palacio Presidencial el 13 de marzo, día del arquitecto, lo que hizo que no se otorgara el premio. Tras el triunfo de la Revolución Cubana de 1959, muchos propietarios de viviendas del FOCSA abandonaron el país después que sus propiedades fueran nacionalizadas, utilizándose esos apartamientos para actividades varias, como albergues de técnicos extranjeros, alojamiento para becarios, estancia para los enfermos latinoamericanos que recibieron atención médica cubana en la Operación Milagro.

## Restauración
El edificio ha sido intervenido, haciendo una rehabilitación tan acertada que se le otorgó el Premio de Arquitectura en 2005 por la Unión Nacional de Arquitectos e Ingenieros de la Construcción de Cuba. En la reconstrucción se mantuvo intacta la concepción original del edificio, eliminando todos los añadidos posteriores y devolviéndole sus valores funcionales y sociales. Fueron 20 los meses que se tardaron en reconstruir el edificio de la mano de técnicos y trabajadores del Ministerio de la Construcción, del Consejo de Estado y el Instituto Nacional de la Vivienda. La rehabilitación estuvo encabezada por el arquitecto Félix Pedro Torres Lozada.
| Predecesor: Edificio Someillán | Edificio más alto de Cuba 1956 - actualidad   | Sucesor:               |
| Predecesor: Edificio Someillán | Edificio más alto de las Antillas 1956 - 2008 | Sucesor: - Torre Caney |